# 小明星

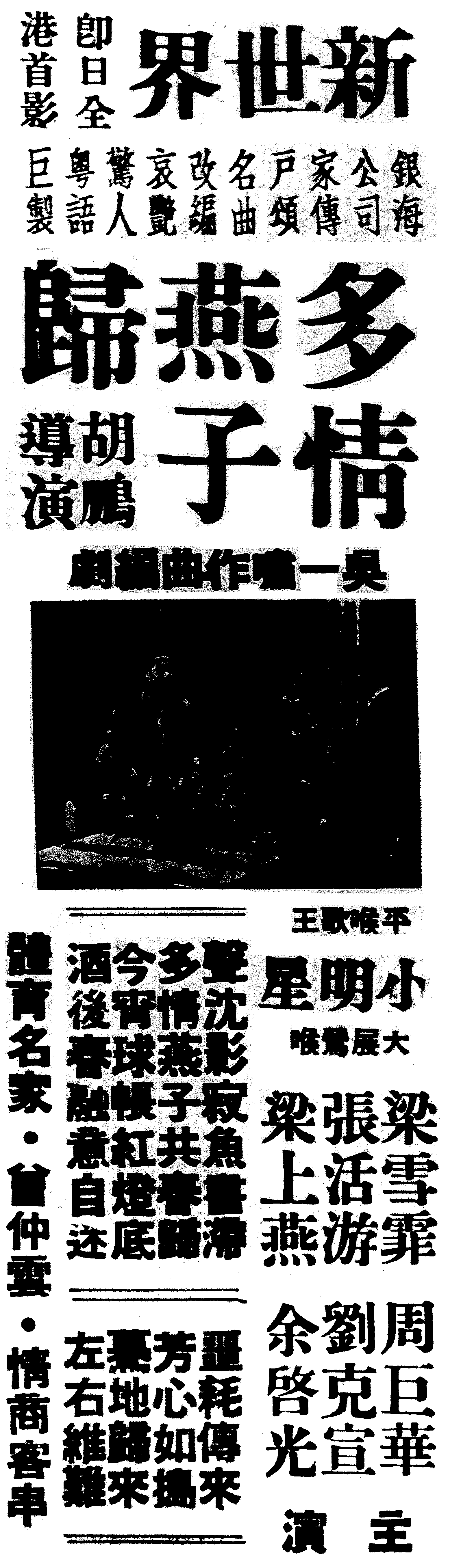
小明星擔任第一女主角的香港電影《多情燕子歸》（1941年）

小明星（1913年—1942年8月25日），原名鄧曼薇（英語：Tang Man-mei），乳名「阿女」（女字讀陽平聲）；又叫大眼妹，廣東三水人，1930年代至1940年代著名粵曲演唱家，香港電影演員。邓曼薇1921年以“童星”享名，被誉为“小明星”。20世纪三十年代前后，与张月儿、徐柳仙及张蕙芳合稱粵曲歌壇界「平喉四大天王」、「平喉四傑」。:4-5 邓曼薇那种感情细腻、低回宛转的声腔，世称“星腔”，擅演《秋坟》、《风流梦》、《夜半歌声》等曲目。

## 生平
出身自廣州油欄門，自幼喪父，與母親俞氏相依為命，讀過兩年私塾後學藝賣唱，11歲起藝名為「小明星」，以《玉哭瀟湘》成名。王心帆為小明星撰的第一首曲是《癡雲》，後為其撰寫《恨不相逢未剃時》、《長恨歌》、《故國夢重歸》、《悼鵑紅》、《秋墳》、《前程如夢》等20多首曲詞。胡文森曾為其撰寫《風流夢》、《夜半歌聲》，亦成為其首本名曲。雷宏張曾為其撰曲如《知音何處》。吳一嘯則為其撰曲如《抱花眠》、《多情燕子歸》。小明星又曾得樂師梁以忠、蔡保羅、獻盛三和盲德的指導，1930年代前後，與徐柳仙、張月兒、張蕙芳合稱粵曲歌壇界「平喉四大天王」。
日軍佔領廣州後，她和藝友逃亡到香港後染上肺病。抗戰時期，小明星堅持演唱宣傳抗日精神的歌曲，更主動邀請胡文森為其撰曲，以大喉演唱《人類公敵》﹑《抗戰勝利》等歌曲。
1942年初到澳門，不久後回廣州靜養。1942年8月24日於廣州槳欄路重執故業。在“添男茶樓”登臺演出，一曲《秋墳》唱至「只有夜來風雨送梨花」一句時，吐血昏迷臺上，翌日逝世，得年30歲。其墓地在廣州小北馬鋪毯崗，墓碑高約八英呎，碑上有一顆大紅星，刻著『南國藝人小明星鄧曼薇女士之墳墓』。

## 歌唱特色
小明星一腔一調都精雕細刻，嗓音感情細膩，行腔、吐字、聲韻、格調自成一家，人稱“星腔”。

## 軼聞
1932年12月，小明星與白蟬娼、區添由香港轉移到廣東省江門市演出期間，寄寓在中華酒店205號房。在1933年1月17日凌晨2時，三人用過夜宵後，小明星與區添發生口角，區添拂袖而去，小明星吞食鴉片煙膏後，到區添房間躺在床上，而毒發呻吟驚動酒店待役，急電江門市紅十字會派救傷隊到來急救，經洗胃後救回，後得知她曾有兩次服毒自殺的記錄。

## 香港電影作品
- 《多情燕子歸》（1941年）：小明星擔任女主角，並主唱電影歌曲。
- 《生死鴛鴦》（1943年）：小明星的遺作，她於片裡演唱一曲，戰前已拍攝完竣，因太平洋戰爭延至1943年才公映。
- 《差利遊地獄》（1949年）：剪輯有小明星再唱名曲《多情燕子歸》

## 紀念作品
- 何麗芳：《星殞五羊城》
- 譚家寶：《悼薇娘》
- 梁瑛：《七月落薇花》
- 香港電影《七月落薇花》（1948年）：李綺年飾演鄧曼薇；陳錦紅飾演曼薇大弟子，並演唱主題曲。
- 香港電影《小明星傳》（1952年）：改編自小明星母親口述的事跡，小燕飛扮演小明星，吳楚帆、何非凡、黃曼梨演出，該片有多闕插曲，由當年的茶樓女伶張月兒、小燕飛、梁瑛、李少芳、辛賜卿輪流演唱。1953年5月21日星期六在新加坡丹絨巴葛重慶戲院（Chungking Theatre）放映午夜場[6]。

## 外部連結
- 香港電影資料館：小明星﹙鄧曼薇﹚參演電影的記錄[永久]
- 香港影庫：小明星﹙鄧曼薇﹚ （页面存档备份，存于）
- 小明星
- 小明星和王心帆